# Hoplolatilus randalli
Hoplolatilus randalli är en fiskart som beskrevs av Allen, Erdmann och Hamilton 2010. Hoplolatilus randalli ingår i släktet Hoplolatilus och familjen Malacanthidae. Inga underarter finns listade i Catalogue of Life.